# Statuto (gruppo musicale)
Gli Statuto sono un gruppo musicale italiano, formatosi nel 1983.

## Storia

### Gli esordi
Nati a Torino nel 1983, prendono il nome dall'omonima piazza torinese in cui si ritrovano i mod. Dopo parecchi concerti ai Raduni Mod in tutta la provincia italiana e la pubblicazione di due demotape (Torino beat 1984 e Nella città 1985), l'etichetta indipendente DTK pubblica i primi due singoli: Io Dio (1986) e Ghetto (1987) grazie ai quali la band torinese acquista una certa popolarità nella scena rock nazionale e si esibisce in diverse situazioni underground per tutta la penisola. Tra i primi in Italia a suonare ska con testi in italiano, pubblicano il primo album nel 1988 per la Toast Records di Giulio Tedeschi dal titolo Vacanze e nel 1990 il minialbum Senza di lei, sempre per la Toast Records.

### Il grande pubblico
Nel 1991 gli Statuto vengono scritturati dalla EMI Italiana che pubblica il singolo Qui non c'è il mare, e nel 1992 raggiungono il massimo della popolarità nazionale grazie alla partecipazione al Festival di Sanremo con il brano Abbiamo vinto il Festival di Sanremo, che si classifica al nono posto fra le Nuove Proposte. Nel marzo dello stesso anno esce l'album Zighidà che vende circa 40 000 copie, grazie anche al brano estivo Piera presentato al Festivalbar. Nel giugno 1993 esce il singolo Saluti dal mare, presentato anche al Cantagiro.

### Anni successivi
Nell'album successivo, È tornato Garibaldi, accolto favorevolmente dalla critica e dal pubblico, nella canzone che dà il titolo all'album, i musicisti parlano dello scandalo di tangentopoli scoppiato in quegli anni e criticano l'intero panorama politico contemporaneo, in particolar modo la Lega Nord. Nel 1996 esce un nuovo album, pubblicato dall'Audiar, intitolato Canzonissime, dove tutti i brani hanno lo stesso titolo di successi della storia della musica leggera italiana, pur non trattandosi di cover.
Nel 1997 esce Tempi Moderni per la Epic/Sony e nel 1998 il singolo Un posto al sole, supportato da un video dove insieme al complesso compaiono, impegnati in una partita di calcio, tutti i calciatori della squadra del Torino, della quale gli Statuto sono da sempre tifosi, sono riconosciuti dalla Curva Maratona, la curva della tifoseria torinista, come complesso ufficiale, tanto che, fin dal 1993, alle presentazioni pubbliche della squadra in estate, il complesso è sempre stato invitato a esibirsi.

### La rinascita
Nel 1999 esce Riskatto, album prodotto da Carlo Ubaldo Rossi, composto solo da cover in italiano: 11 brani storici del primo ska-revival di complessi celebrati come Madness, The Specials e Bad Manners, e Selecter, per la cui cover La mia radio viene chiamata a cantare Donatella Rettore (visto che il gruppo originale aveva una cantante donna), con la quale la band si esibisce nelle date più importanti di quel tour. Sempre nello stesso album è contenuto il brano Grande, dedicato al cinquantenario della scomparsa del Grande Torino nella Tragedia di Superga. Grazie a questo album, rinnegano la virata Brit pop di Tempi Moderni per tornare al genere ska.
Nel 2001 esce il libro Il migliore dei mondi possibili (Storie di Mods e degli Statuto) dove vengono narrate storie metropolitane ed estreme, con situazioni e persone realmente esistite ed esistenti, dal 1980 a oggi. L'interesse riservato al libro porta il complesso a realizzare la prima opera ska-soul italiana, producendo un nuovo album contenente 13 brani con i testi ispirati alle storie raccontate ne Il migliore dei mondi possibili, un concept album che esce nell'estate 2002, con ritmiche ska e armonie soul, arrangiamenti orchestrali e soluzioni corali. L'album ha lo stesso titolo del libro di Oskar; presenta un brano scritto nella parte musicale da Paolo Belli (Cos'è?) e un altro (Sole mare) che vede la partecipazione dei Righeira, citati nel testo. Tale brano che racconta una vacanza riminese nel 1983, anno in cui spopolava Vamos a la playa.
Gli Statuto festeggiano nel 2003 i 20 anni di carriera con la pubblicazione di I campioni siamo noi, antologia degli Statuto contenente il meglio del loro repertorio. La title track, brano inedito, è dedicata alla Fiat e a Torino; tutti i proventi dai diritti SIAE sono devoluti al Fondo per i Cassintegrati e Licenziati di Mirafiori.

### L'autoesilio e il ritorno a Torino
Dal 2004 gli Statuto decidono di non suonare più nella città di Torino, dichiarando di non volersi più esibire nella propria città a causa del boicottaggio da parte dei cosiddetti poteri forti della cultura e della musica torinese. Tale protesta sarebbe nata in seguito all'esclusione del gruppo dal Traffic Festival del 2004, a cui parteciparono tutte le principali band di Torino.
Nel 2005 gli Statuto presentano Sempre, album composto da 14 brani.
Nel 2007 esce l'album Come un pugno chiuso, all'interno del quale si trovano brani northern soul, reinterpretati dalla band in chiave italiana. Tra questi figurano "Come un pugno chiuso", e la cover di "If I could only be sure" di Nolan Porter, "Alta Velocità" dedicata al movimento NO TAV e "Se tu se lei", unico singolo estratto. Nel 2008 gli Statuto festeggiano i 25 anni di carriera con l'album Elegantemente rudi, che ripercorre brani di successo della band divisi in due dischi.
Tra maggio e giugno del 2009 pubblicano il singolo Vamos a la playa, cover del successo dei torinesi Righeira e disponibile solo in digitale, mentre l'uscita dell'album È già domenica arriva nella primavera successiva, e più precisamente il 20 aprile 2010.
Oltre ad un cambio di line-up, che vede l'ingresso del basso Ennio Piovesani, al nuovo disco prodotto da Marco Calliari partecipano artisti come Enrico Ruggeri, Ron, Paolo Belli e Rudy Zerbi.
La title track È già domenica è dedicata a Gabriele Sandri, mentre gli altri testi trattano storie sentimentali, storie metropolitane e quotidianità sociali.
Nel luglio 2010 partecipano al Traffic - Torino Free Festival presso la Reggia di Venaria (TO) insieme ai The Specials e Paul Weller, cominciando così un lento ritorno nell'ambiente musicale cittadino, dopo i 7 anni di 'autoesilio'.
Durante il prosieguo del tour invernale, la band sceglierà di esibirsi dal vivo senza l'ausilio di fiati e tastiere, rivisitando pezzi vecchi e nuovi e riducendo il line up a soli 4 membri: Giammarinaro alla voce, Deidda alla batteria, Piovesani al basso e Giambelli alla chitarra. Nell'estate dello stesso anno, gli Statuto partono per un tour estivo che li vede impegnati in 18 date in giro per l'Italia, tra concerti acustici e veri e propri live show.
Nel 2011, complice il progetto parallelo Piper Club, che vede nelle proprie file Oskar, Naska, Rudy Ruzza ed Alex Loggia intenti a reinterpretare alcuni successi degli anni sessanta, la band principale si allarga a quintetto con il rientro dello stesso Loggia, coautore dell'unico inedito "Troppo lontana" presente nell'album live Undici.
Il disco è stato registrato all'Hiroshima Mon Amour di Torino nella primavera dello stesso anno in compagnia di ospiti quali Ron, Marino Severini dei The Gang, Johnson Righeira, Nikki e Paolo Pulici, e sancisce il vero e proprio ritorno della band ad esibirsi dal vivo a Torino.

### Eventi recenti
Finiti i tour celebrativi di È già domenica e Undici, gli Statuto iniziano a lavorare per l'uscita del loro tredicesimo album in studio Un giorno di festa pubblicato il 30 aprile del 2013 ed anticipato qualche giorno prima dal videoclip dell'omonimo singolo sui principali canali musicali del web; il disco raggiunge il diciannovesimo posto della classifica nazionale di vendita.
Durante il biennio 2014-2015 il gruppo organizza il tour "Sempre in trasferta" che li vede suonare in numerose date sparse lungo il territorio nazionale, ma anche in Svizzera e Germania, continuando la promozione di Un giorno di festa. Nel medesimo periodo pubblicano un singolo inedito dal titolo Ci pensa Fonzie (etichetta 2toni), brano precedentemente presentato senza successo alle selezioni per il festival di Sanremo dell'anno precedente, mentre la casa discografica indipendente Onde Italiane ristampa in tiratura limitata di 500 copie (100 in vinile bianco) i primi due demo degli Statuto, pochi giorni prima di ricevere l'invito a suonare al concerto del primo maggio di Roma in piazza san Giovanni; 31 anni dopo il loro esordio al Parco della Tesoriera di Torino.
Il 22 gennaio del 2016 esce per la Universal Records Amore di classe, primo ed unico concept album in oltre trent'anni di carriera, che racconta la difficile storia d'amore tra Adamo, giovane mod di Torino, ed Eva, una adolescente di estrazione borghese.
Il 30 marzo 2023 viene a mancare lo storico bassista del gruppo, Rudy Ruzza.
Come da lui stesso annunciato, il 22 dicembre 2023 è stato l'ultimo concerto del batterista storico Giovanni Deidda (Naska), lascerà in eredità il posto al giovane torinese Giulio Arfinengo.

## Formazione attuale
- Oscar Giammarinaro (oSKAr), cantante
- Francesco Tringali, chitarra
- Alessandro Loi, basso
- Giulio Arfinengo (Arfy), batteria
- Gigi Rivetti: tastiere
- Lorenzo Bonaudo: tromba

## Galleria d'immagini

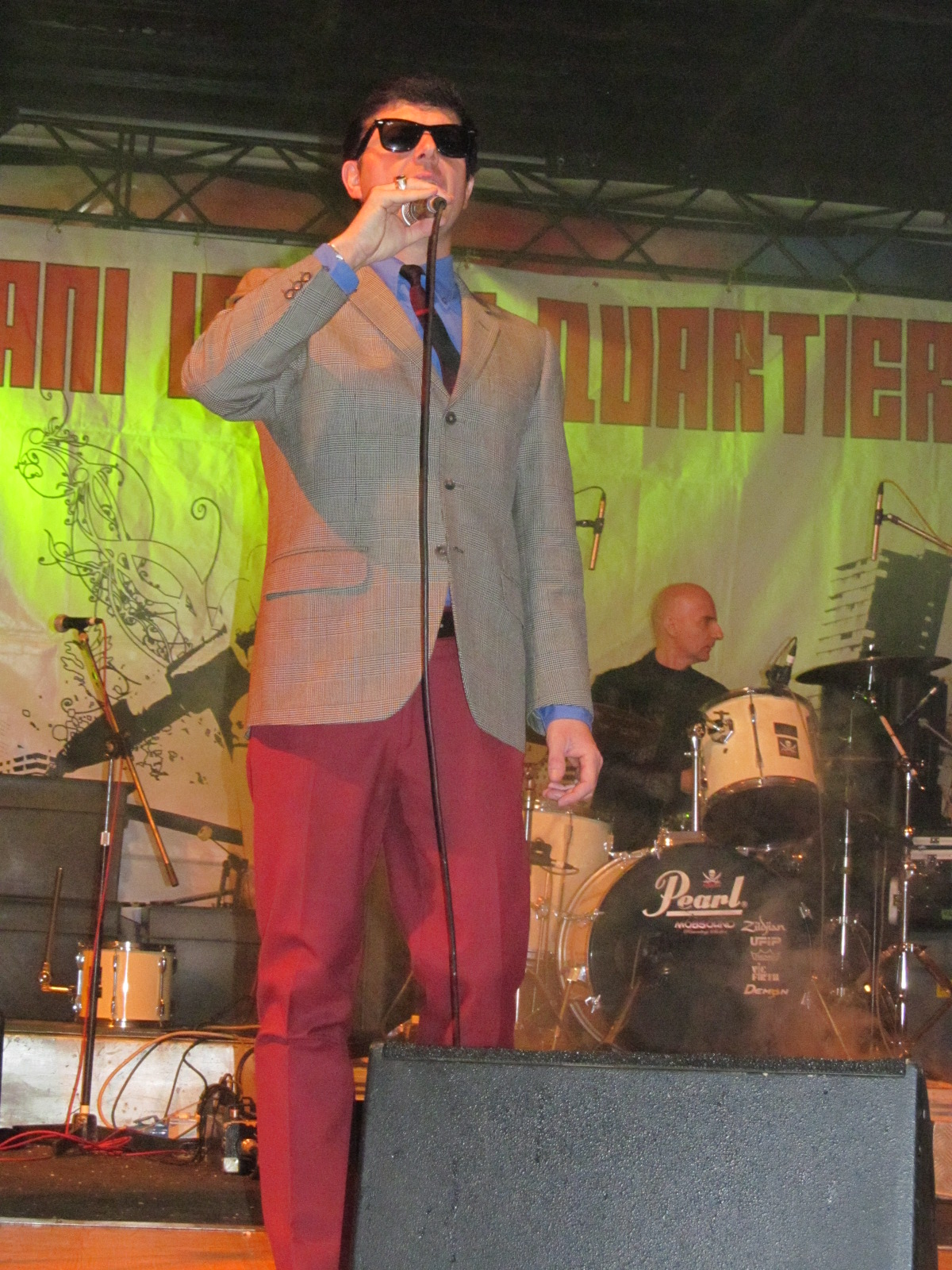
Oscar Giammarinaro (Oskar)
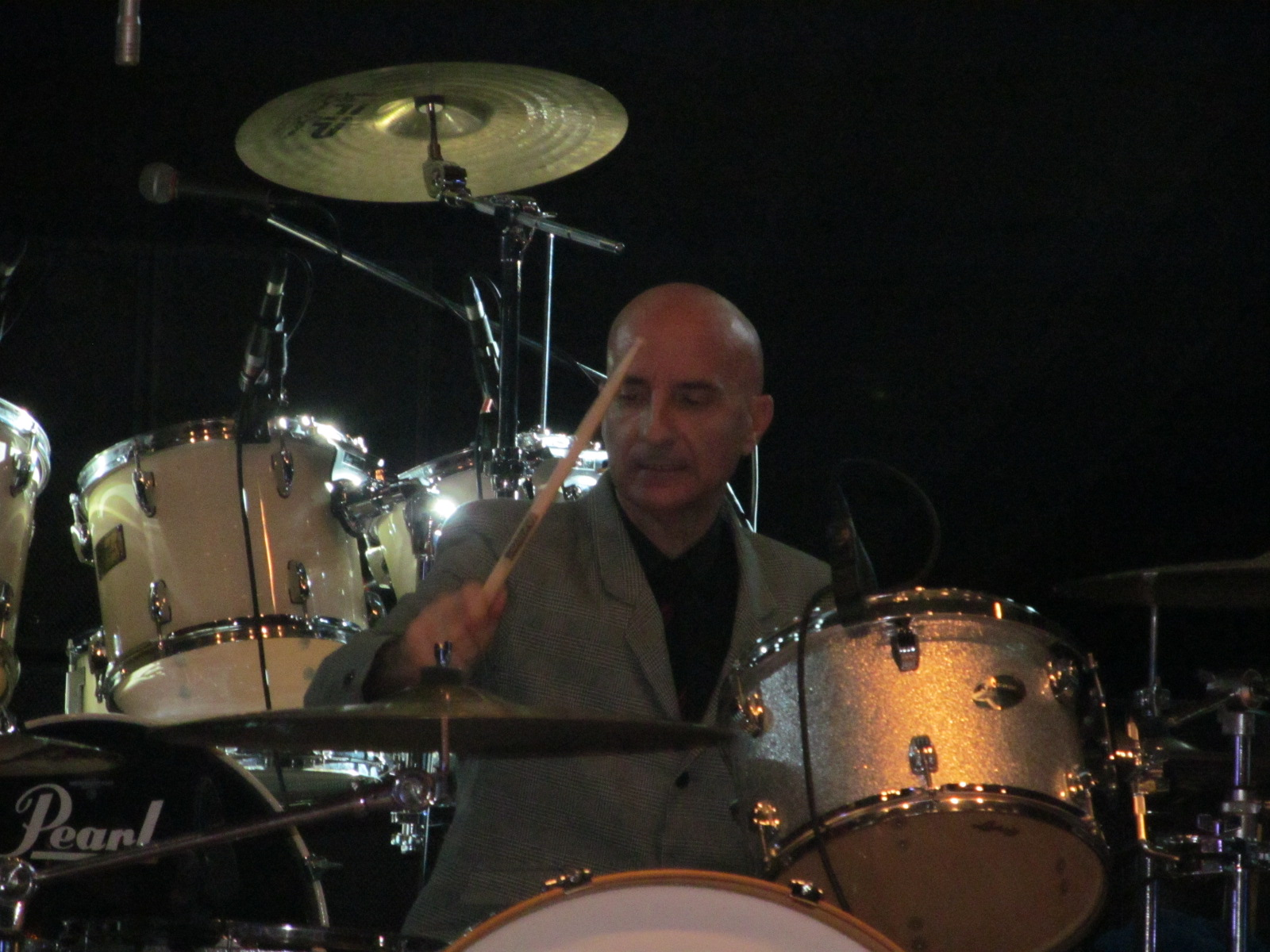
Giovanni Deidda (Naska)
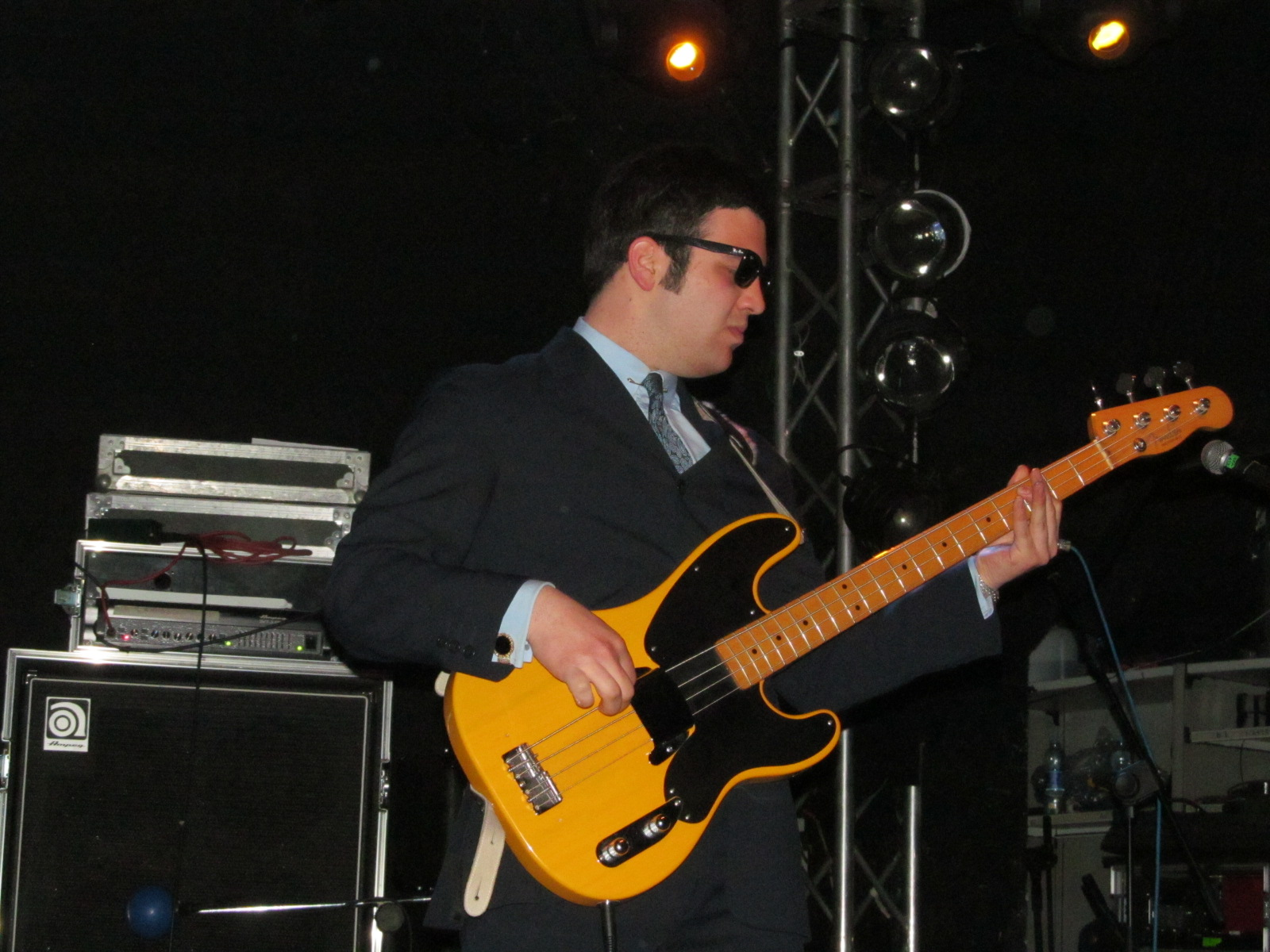
Ennio Piovesani (Teen MOD)
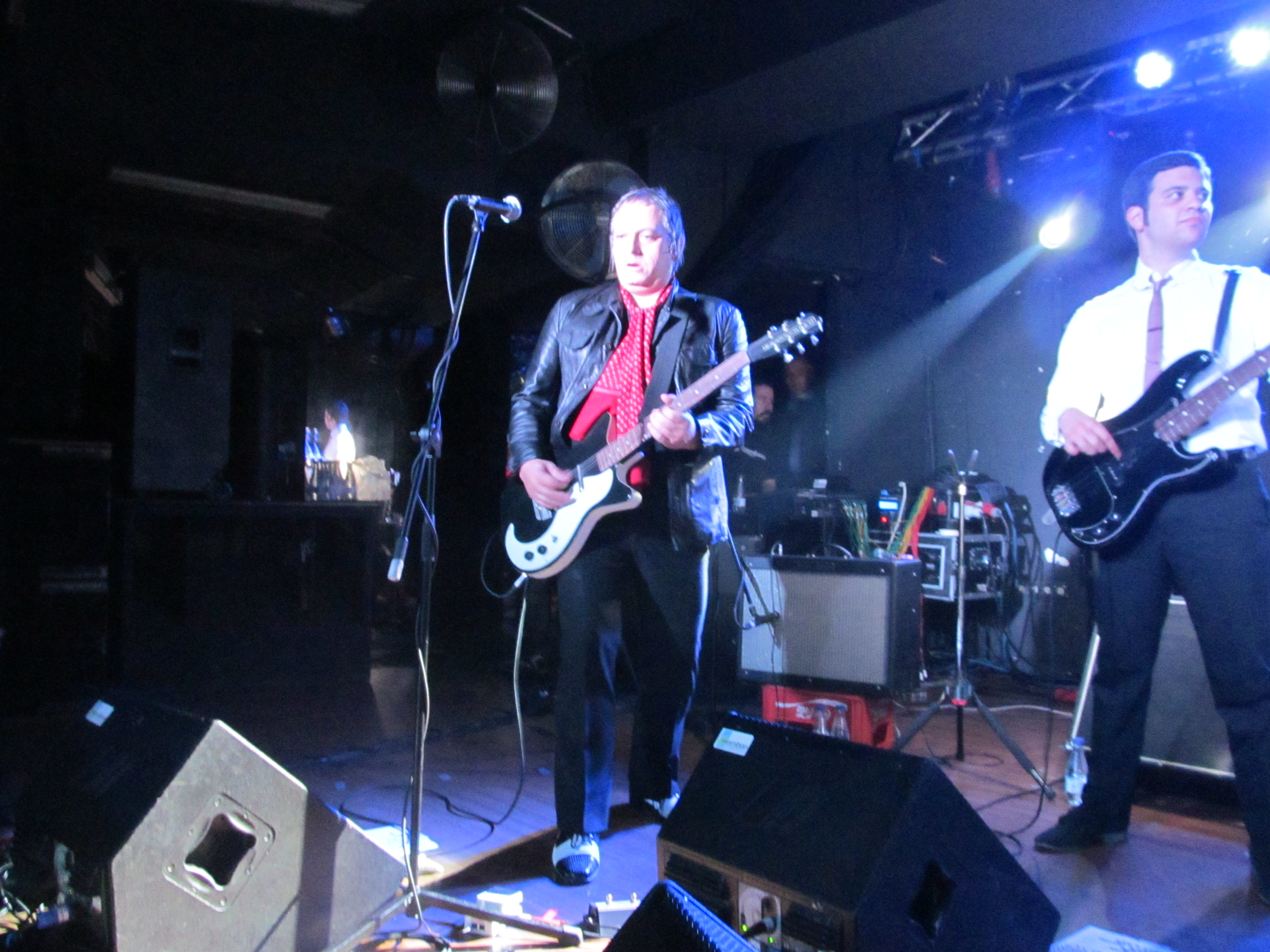
Alex Loggia (Alex Bumba)

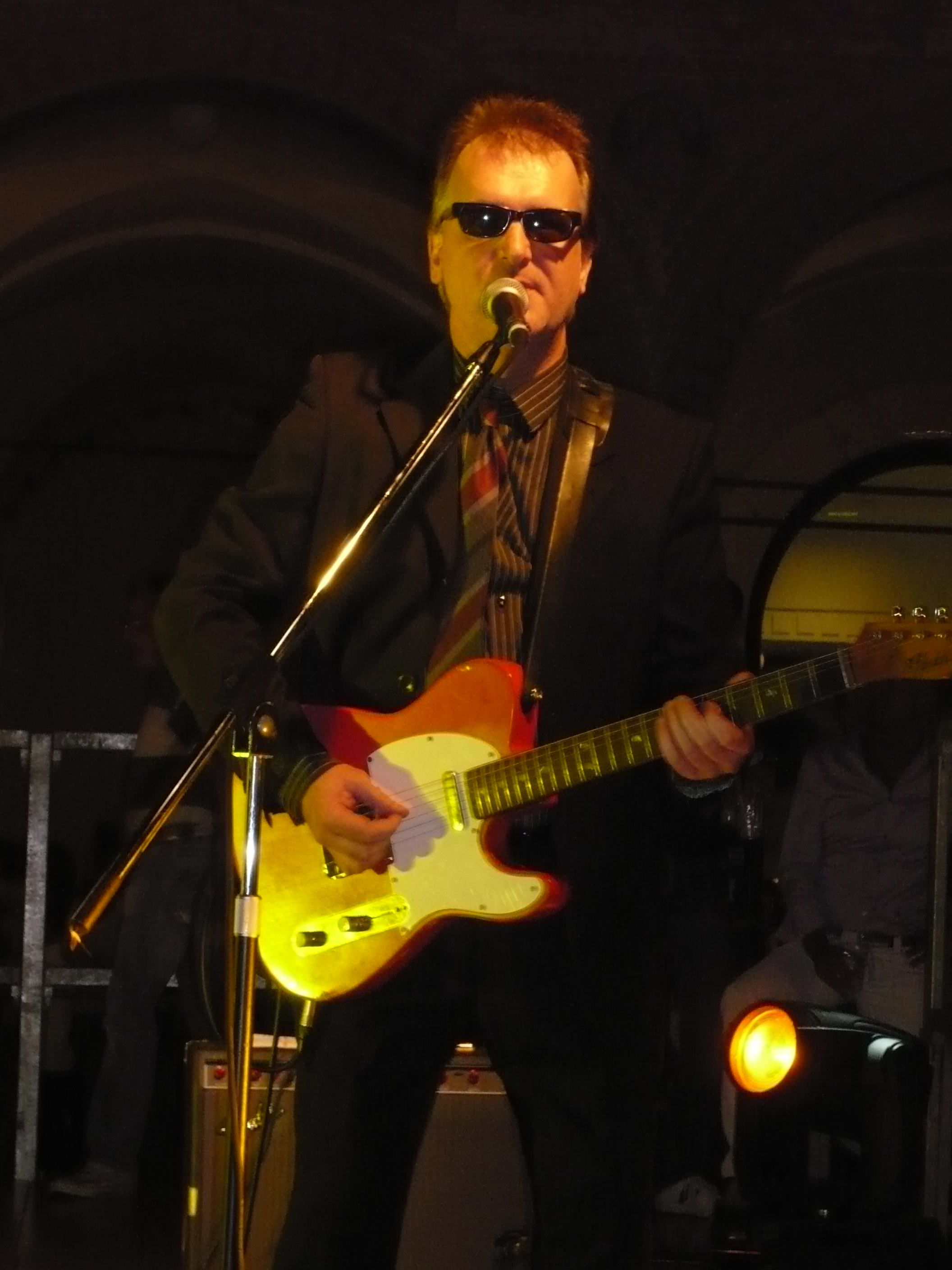
Valerio Mr. No Giambelli
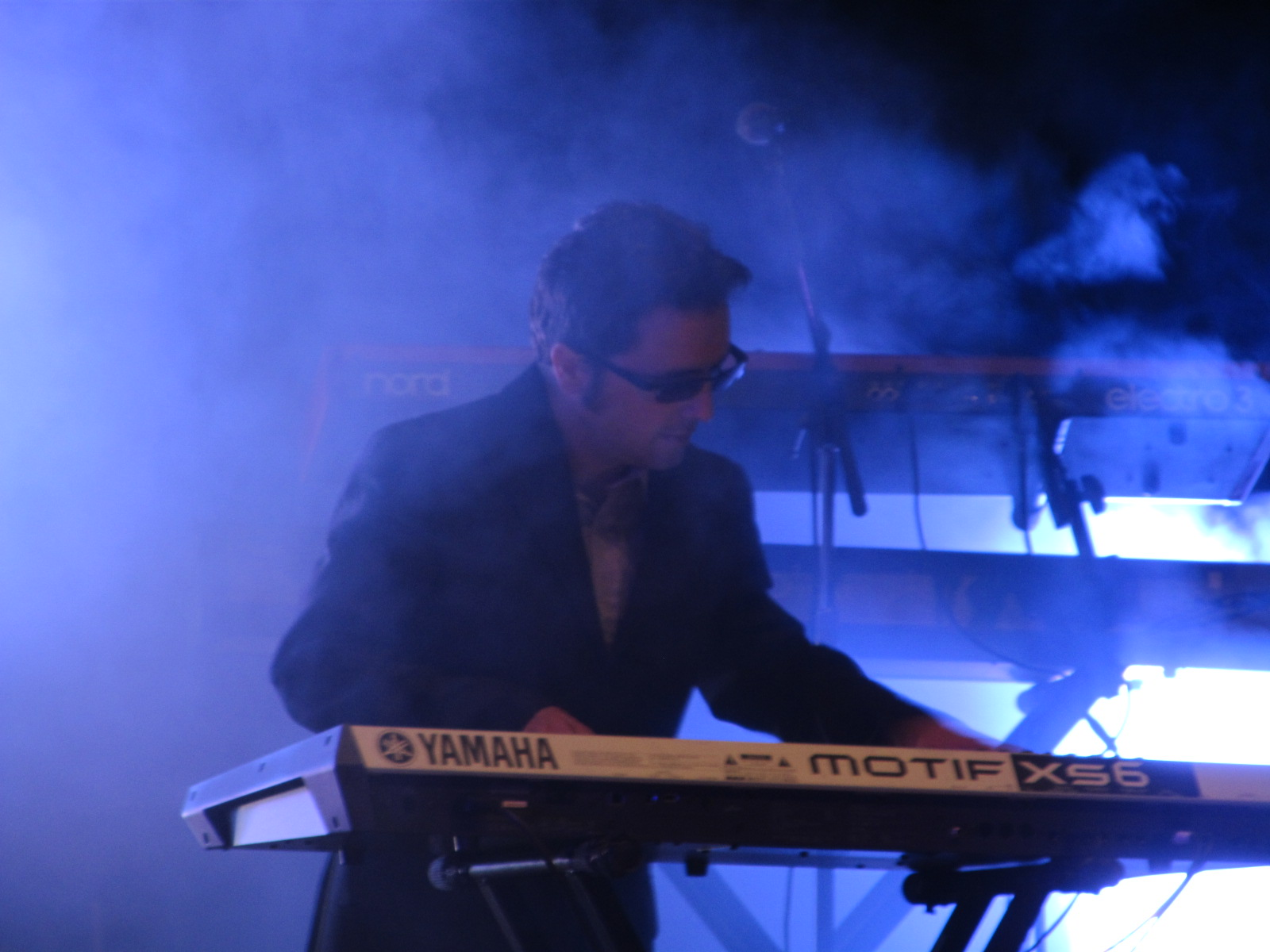
Gigi Rivetti

## Componenti precedenti
- Pino Pellicani: batteria
- Francesco Laudicina: voce
- Dario Copertino (Skeggia): chitarra
- Valerio Giambelli (Mr.No): chitarra
- Arrigo Tomasi: tastiere
- Simone Arlorio, sax
- Davide Rossi - Junior: tastiere
- Alberto Bruno: tastiere
- Antonio Abete: basso
- Mauro Ciancone: basso
- Ezio Bosso (Xico): basso
- Donald Furlano: tromba
- Flavio Bar: tromba
- Massimo Barberis: trombone
- Gianfranco Marchesi: trombone
- Renato Ciamo: sax baritono
- Claudio Chiara: sax contralto
- Marco Gios: basso
- Fabio Gurian: sax
- Giuseppe Donini: sax
- Andrea Luciano: sax
- Max Rumiano: tastiere
- Rudy Ruzza: basso
- Alex Loggia (Alex Bumba): chitarra
- Diego Borotti: sax
- Tiziano Di Sansa : sax
- Giovanni Deidda (Naska): batteria
- Maurizio Castagna: saxofono
- Enrico Bontempi, chitarra

## Discografia
- 1988 - Vacanze
- 1989 - Senza di lei
- 1992 - Zighidà
- 1993 - È tornato Garibaldi
- 1996 - Canzonissime
- 1997 - Tempi moderni
- 1999 - Riskatto
- 2002 - Il migliore dei mondi possibili
- 2003 - I campioni siamo noi
- 2005 - Sempre
- 2006 - Le strade di Torino
- 2006 - Toro
- 2007 - Come un pugno chiuso
- 2009 - Elegantemente rudi
- 2010 - È già domenica
- 2011 - Undici
- 2013 - Un giorno di festa
- 2014 - Modernismo d'azione
- 2016 - Amore di classe
- 2017 - Zighidà 25
- 2023 - Bella Storia (Egea)
- 2024 - Football Club